# Солнечное (Алтайский край)
Со́лнечное — село в Первомайском районе Алтайского края России. Входит в состав Солнечного сельсовета.

## География
Село находится на Чуйском тракте, рядом с транспортной развязкой возле города Новоалтайск. Расстояние до Барнаула — 16 км.
Климат
Климат континентальный. Продолжительность периода с устойчивым снежным покровом составляет 160—170 дней, абсолютный минимум температуры воздуха может достигать −45 — −50 °C. Средняя температура января −19,9° C, июля — +19° C. Безморозный период длится 110—115 дней, абсолютный максимум температуры воздуха достигает +33-35° C. Годовое количество атмосферных осадков — 360—400 мм.
Уличная сеть
В селе 30 улиц. Две из них имеют название Придорожная и Кольцевая. Все остальные пронумерованы: улица Первая, Вторая, Третья и так далее.
Ближайшие населенные пункты
Берёзовка 1 км, Бажево 2 км, Санниково 5 км, Белоярск 9 км Правда 10 км, Покровка 10 км, Зудилово 13 км, Баюновские Ключи 14 км, Новый Мир 15 км, Лесной 16 км.

## История
Первые жители в селе Солнечное появились в сентябре 1994 года. План по застройке выделенного под село участка существовал еще в Советском Союзе, но реализацию он получил лишь в 90-х годах прошлого века. Осуществлял строительство Новоалтайский картонно-рубероидный завод (ЗАО «Алтайкровля»).
В 2012 году село Солнечное было отделено в новое территориально-административное образование — Солнечный сельсовет с административным центром: селом Солнечное.

## Население
| 1997 | 1998 | 1999 | 2000 | 2001 | 2002 | 2003 |
| ---- | ---- | ---- | ---- | ---- | ---- | ---- |
| 255  | ↗304 | ↘277 | ↘253 | ↗326 | ↗408 | ↘373 |
| 2004 | 2005 | 2006 | 2007 | 2008 | 2009 | 2010 |
| ↗423 | ↗427 | ↗431 | ↗442 | ↗476 | →476 | ↘387 |
| 2011 | 2012 | 2013 | 2014 | 2015 | 2016 | 2017 |
| ↗388 | ↗450 | ↗477 | ↗506 | ↗522 | ↗525 | ↗539 |
| 2018 | 2019 | 2020 | 2021 |      |      |      |
| ↗565 | ↗588 | ↗620 | ↗634 |      |      |      |

## Инфраструктура
- ООО «Калина» — строительство зданий и сооружений, производство отделочных работ, оптовая и розничная торговля.
- ООО «КВК» — торговое предприятие (продукты питания).
- ООО «Фея» — производство деревянных строительных конструкций и столярных изделий.
- ООО «Дионис» — техническое обслуживание и ремонт легковых автомобилей.
- ООО «Водрем-1» — строительная организация: общестроительные работы по прокладке местных трубопроводов, линий связи и линий электропередачи, включая взаимосвязанные вспомогательные работы.
- ООО "Такси «Мега-Лада» — транспортные услуги.
- ООО «Солнечное» — розничная торговля, а также другие фирмы, предприятия и учреждения[16].

В селе есть газ, свет, централизованное водоснабжение и канализация, улицы имеют асфальтовое покрытие. Почтовое отделение, обслуживающие село Солнечное, школа и детский садик находятся в селе Берёзовка. В центре села создано искусственное озеро.

## Транспорт
Село соединяет с районным и областным центром федеральная автомагистраль Р-256 Чуйский тракт: (Новосибирск—Бийск—Монголия) и сеть региональных автодорог. Налажено междугороднее автобусное сообщение, работает сеть региональных частных перевозчиков. Ближайшая железнодорожная станция Алтайская находится в городе Новоалтайск.